# Ferula szowitziana
Espèce
Ferula szowitziana (variante orthographique Ferula szowitsiana) est une espèce de plantes à fleurs de la famille des Apiaceae et du genre Ferula, originaire du Moyen-Orient et d'Asie centrale. Le sagapénum, une gomme-résine, lui est parfois attribué, bien qu'il le soit le plus souvent à Ferula persica. 

## Description
Comme toutes les Férules, c'est une plante herbacée à fleurs jaunes disposées en ombelles.

## Répartition
C'est une espèce endémique du Moyen-Orient et d'Asie centrale : elle est indigène en Afghanistan, en Iran, dans le Caucase, en Turquie, au Turkménistan et en Ouzbékistan.

## Variété
Selon Tropicos (28 avril 2021) :
- Ferula szowitziana var. kandavanensis	Bornm. & Gouba, 1942 (synonyme de Ferula persica Willd. selon GBIF[4])

## Taxonomie
L'espèce est décrite en premier par le botaniste suisse Augustin-Pyramus de Candolle en 1830, qui la classe dans le genre Ferula sous le nom binominal Ferula szowitziana, dans son ouvrage Prodromus systematis naturalis regni vegetabilis. Elle a été déplacée dans le genre Peucedanum par le botaniste et médecin français Henri Ernest Baillon en 1879. Le nom correct est cependant Ferula szowitziana.
Ferula szowitziana a pour synonymes :
- Ferula collina Freyn, 1896
- Ferula hirtella Boiss., 1872
- Ferula khorasanica Rech.f. & Aellen, 1952
- Ferula microloba Boiss., 1872
- Peucedanum szowitzianum (DC.) Baill., 1879